# Symcha Binem

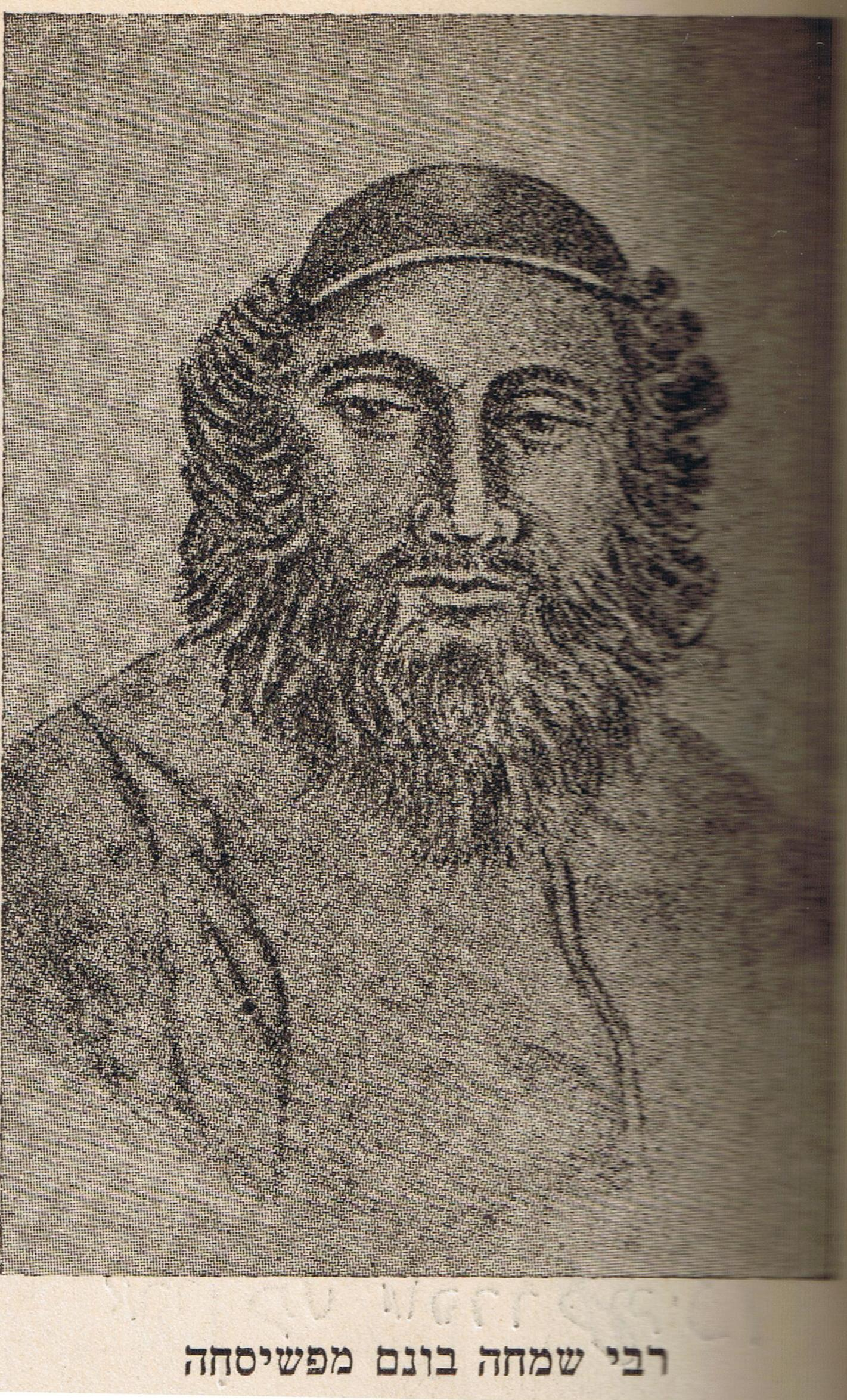

Symcha Binem z Przysuchy (Symche Bunem (Bunam/Bunin/Bunim) Bonhard, hebr. שמחה בונים מפשיסחה, jid. שמחה בונם באנהארד, ur. w 1765 w Wodzisławiu, zm. 1827 w Przysusze k. Radomia) – cadyk chasydzki, magid w Polsce i Europie Zachodniej

## Życiorys
Jego ojciec, Zeew ben Juda Lejb, był magidem w Wodzisławiu. Symcha studiował w jesziwach w Mattersdorfie (wówczas Węgry, obecnie Mattersburg w Austrii) u rabbiego Jeremiasza z Mattersdorfu, i Nikolsburgu (obecnie Mikulov, Czechy) u rabbiego Mordechaja Beneta. Po powrocie do Polski poznał swoją żonę Rywkę i zaczął się uczyć u Moszego Jidł Lejba z Sasowa i Izraela Hopsztejna (zwanego Magidem z Kozienic).
W młodości zajmował się handlem, a także zarządzał przedsiębiorstwem Berka Sonnenberga i jego żony Temerl Bergson. Często jeździł w interesach do Gdańska i Lipska, gdzie brał udział w życiu kulturalnym i zawierał znajomości z tamtejszymi maskilami. Znał język polski, niemiecki i łacinę, ubierał się po europejsku. W tym czasie studiował chasydyzm pod kierunkiem Dawida ben Szlomy z Lelowa. Namówił on Symchę do odwiedzenia dworu cadyka Jaakowa Horowica (Ha-Choze, Jasnowidz z Lublina). Poznał tam Jaakowa Icchaka Rabinowicza z Przysuchy. Binem został jego najbliższym przyjacielem i uczniem, a po jego śmierci w 1813 roku – następcą w roli cadyka.
Binem był zaangażowany w żydowskie problemy społeczne: w roku 1825 wybrano go reprezentantem Żydów województwa sandomierskiego do rządowej komisji do spraw żydowskich, tzw. Komitetu Starozakonnych.
Pod koniec życia stracił wzrok. Po jego śmierci zastąpił go syn, Abraham Mojsze, ale faktyczne przywództwo grupy przejął Menachem Mendel z Kocka.

## Chasydyzm
Był uczniem i następcą Jaakowa Icchaka Rabinowicza z Przysuchy, zwanego Świętym Żydem (jid. Der Jid Hakojdesz), założyciela tamtejszej szkoły chasydzkiej.
Poglądy jego i Rabinowicza zrewolucjonizowały ówczesne rozumienie roli cadyka: według ich szkoły cadyk nie był, jak było to postrzegane w wielu innych społecznościach, cudotwórcą ani gwarantem materialnej pomyślności dla społeczności, ale nauczycielem i przewodnikiem dla swoich uczniów w ich duchowym i intelektualnym rozwoju. Nauczanie szkoły przysuskiej opierało się na zgłębianiu Talmudu i średniowiecznej filozofii, w szczególności dzieł Majmonidesa i Jehudy z Pragi.
Wzorem swojego poprzednika, Binem podkreślał wagę duchowego rozwoju jednostki. Najważniejszym celem było odkrycie własnej duchowej tożsamości i integralności, wielką zaletą: pokora. Nie należało przyjmować bezkrytycznie poglądów cadyków i starać się ich naśladować, ale odnaleźć własny światopogląd i wziąć za niego odpowiedzialność. Modlitwa miała nikłą wartość, jeśli nie była poprzedzona medytacją. Zarówno Binem, jak i Rabinowicz mieli w zwyczaju odkładać modlitwę, jeśli nie czuli się do niej odpowiednio przygotowani. Binem sprzeciwiał się przesadnemu manifestowaniu duchowości, co miało prowadzić do jej spłycenia. Jednak w przeciwieństwie do swojego mistrza, cichego mistyka, prezentował bardziej otwarte poglądy – uważał, że drogą do szczęścia jest poznawanie otaczającego świata, który jest dziełem Boga.

## Dzieła
Symcha Binem nie opublikował swoich dzieł – uważał, że ich statyczny zapis uniemożliwi ewolucję jego nauk i zamknie je w postać dogmatu. Jest autorem słów:
"Chciałem napisać książkę pod tytułem Adam. Miała to być książka o całym człowieku. Ale potem opamiętałem się i postanowiłem, że jej nie napiszę."
Mimo to, jego myśli zostały opublikowane ponad 30 lat po jego śmierci: Kol Symcha (1859), Symcha Israel (1910), Si'ach Sarfei Kodesz (1913-1932).

## Dziedzictwo
Wśród jego najważniejszych uczniów wymienia się Menachema Mendla z Kocka (następca w roli cadyka Przysuchy), Icchaka Meira (założyciela dynastii cadyków z Góry Kalwarii), Chanocha z Aleksandrowa, Leinera Mordechaja z Izbicy i Icchaka z Warki.